# Лиубиготона
Лиубиготона (Лиувигото; лат. Liubigotona или Liuvigoto; умерла не ранее 691) — королева вестготов (680—687) по браку с Эрвигом.

## Биография

### Происхождение
О происхождении Лиубиготоны в средневековых исторических источниках не сообщается. В трудах жившего в 1658—1734 годах испанского генеалога Луиса де Саласара она названа дочерью короля вестготов Свинтилы и его жены Теодоры, а также сестрой скончавшегося в 631 году принца Риккимира. Такой же точки зрения на происхождение Лиубиготоны придерживались и некоторые позднейшие авторы. Тем не менее, хотя в работе над своими трудами Л. де Саласар использовал большое количество средневековых документов, многие из которых позднее были утрачены, отсутствие сведений о родстве Свинтилы и Лиубиготоны в более ранних источниках позволяет медиевистам серьёзно сомневаться в достоверности этого свидетельства.
На основании ономастических данных современными историками высказывается предположение, что Лиубиготона могла происходить из знатной семьи, связанной родственными узами с королями Лиувой I и Леовигильдом, правившими Вестготским королевством в 560—580-х годах. Среди возможных родственников Лиубиготоны называют и казнённого в 673 году за участие в мятеже герцога Септимании Павла.

### Королева вестготов
Не вызывает сомнение только тот факт, что Лиубиготона была супругой правившего в 680—687 годах вестготами короля Эрвига, и что её дочерью была Киксило. Так как та родилась в 663 или 665 году, брак её родителей датируют приблизительно 662 годом. Возможно, Лиубиготона была матерью и всех остальных детей Эрвига, к которым различные авторы приписывают Бермудо, Педро и ещё одного неизвестного по имени сына. В актах состоявшегося в 683 году Тринадцатого Толедского собора упоминаются также несколько неназванных по именам дочерей короля Эрвига. Здесь же сообщается, что некоторые из них к тому времени уже были замужем.
Сохранилась хартия короля Эрвига, в которой Лиубиготона названа женой этого монарха и королевой (лат. «gloriosa coiuge vestra domina mea Leuvitona regina»).
Опасаясь насильственного свержения с престола, уже через несколько месяцев после получения власти над Вестготским королевством Эрвиг принял меры для защиты себя и своих ближайших родственников. На состоявшемся в январе 681 года Двенадцатом Толедском соборе по настоянию монарха были одобрены каноны, запрещавшие изгонять, избивать, калечить, убивать или насильно облекать в монашеский сан членов королевской семьи (вдов, дочерей, сыновей, зятьёв и невесток монарха). Подобные же постановления были приняты и на Тринадцатом Толедском соборе в ноябре 683 года. Специальный канон был посвящён защите королевы. Среди прочего в нём вводился запрет на вступление вдов монархов в новые браки. В качестве причины запрета в соборных актах приводился тезис о том, что брак с вдовой короля «подобен прелюбодеянию» (лат. «adulterio audeat copularé»). Тем самым Эрвиг попытался положить конец распространённой среди вестготских узурпаторов практике для легитимизации своего прихода к власти жениться на вдовах своих предшественников. За нарушение этих запретов вводились серьёзные наказания вплоть до наложения анафемы на виновного.
Вскоре после восшествия на престол Эрвиг выдал дочь Киксило замуж за Эгику, племянника короля Вамбы, а за день до своей смерти 15 ноября 687 года назначил зятя наследником престола. Хотя Эгика поклялся умиравшему Эрвигу не причинять вреда членам его семьи, уже вскоре после получения власти над Вестготским королевством новый монарх обрушил репрессии на сторонников своего предшественника. В том числе, вопреки постановлениям Двенадцатого Толедского собора король Эгика вынудил Лиубиготону и её дочерей уйти в монастырь, а «несправедливо приобретённое» ими имущество конфисковал. В «Хронике Альфонсо III» сообщается, что Эгика также развёлся с Киксило, но в современных событиям документах сведения об этом отсутствуют.

### Последние годы
В начале 690-х годов к Лиубиготоне за поддержкой обратились возглавлявшиеся архиепископом Толедо Сисибертом враги короля Эгики, но вдова Эрвига отказалась примкнуть к заговорщикам. Вопрос о мятеже Сисиберта рассматривался весной 693 года на Шестнадцатом Толедском соборе. Здесь же были названы и обвинённые в измене персоны: Лиубиготона, Фрогеллий, Теодемир, Лувилана и Фекла. Возможно, именно с этим событием было связано принятие на состоявшемся ещё в 691 году Третьем Сарагосском соборе канона, требовавшего от вдовы короля принять пострижение сразу же после смерти своего супруга.
О дальнейшей судьбе Лиубиготоны сведений не сохранилось.